# Air (banda)
Air es una banda francesa de música electrónica, compuesta por Jean-Benoît Dunckel y Nicolas Godin. La banda se formó en 1995. Han sido altamente aclamados por la crítica, especialmente con su primer LP, llamado Moon Safari. 
Aunque Air es considerada una banda de música electrónica o downtempo, realmente su sonido se basa en sonidos de sintetizadores de artistas de la década de los 70, como Jean-Michel Jarre y Vangelis. Otras influencias citan a la banda psicodélica Pink Floyd, los músicos de Krautrock Tangerine Dream y el músico francés Serge Gainsbourg. Ocasionalmente incluyen toques de jazz.

## Historia
Antes de que formaran Air, J. B. y Nicolas tocaron juntos en la banda Orange, con otros músicos, como Alex Gopher, Xavier Jamaux y Etienne de Crécy (músicos que también han reaparecido en remixes de Air).
Con su álbum Moon Safari, de 1998, se dieron a conocer a todo el mundo de una forma fresca y novedosa. Significó todo un éxito de público y críticos. Desde entonces sus singles no han sido numerosos, pero sí acertados, como Kelly Watch the Stars. 
Luego, en el año 2000, compusieron la banda sonora de la película de Sofia Coppola Las vírgenes suicidas, creando una atmósfera muy acorde con el tema del film. 
Su siguiente álbum, 10,000 Hz Legend, sacado en el 2001, se acerca más al pop-electrónico que a las atmósferas ambiente que reinaban en su primer larga duración; este trabajo les valió severas críticas y no fue muy aceptado por el público y los expertos musicales.
Luego de la mala recepción de 10,000 Hz Legend, el dúo francés Air recuperó la inspiración y el espíritu de ese primer trabajo, regresaron con la misma fórmula de su primer éxito, melodías pop con el tratamiento exquisito de una electrónica que se podría denominar soft o low, alejándose de la experimentación herziana. 
En el 2004 salió a la luz Talkie Walkie, cálido y melancólico sin ser presuntuoso; las diez canciones están llenas de momentos que remiten a los tiempos grandiosos de Moon Safari. Con este álbum vendieron 800.000 copias en todo el mundo, lo que les sirvió para reinvindicarse y dejar atrás el mal sabor de boca de su trabajo antecesor.
Air usa muchos instrumentos (como el Moog, Korg MS20, Wurlitzer y Vocoder), tanto en el estudio como en vivo. Generalmente en sus conciertos en vivo incluyen versiones extendidas o alteradas de las canciones de sus álbumes e improvisan mucho en el escenario. Han cooperado en su música artistas como Beth Hirsch (contribuyó con algunas vocales de Moon Safari), Françoise Hardy (Jeanne), Jean-Jaques Perrey (Cosmic Bird), Gordon Tracks (Playground Love y Easy Going Woman), Beck (10,000 Hz Legend), en su gira del 2004, con Dave Palmer y el baterista Earl Harvin. Algunas de las bandas preferidas de Air son: Charlotte Gainsbourg, Amaranta (Moléculas de Amor), Beck, Tricky, entre otros.
En el año 2003 la banda realizó un trabajo llamado City Reading (Tre Storie Western) con el escritor italiano Alessandro Baricco, y con la producción de Nigel Godrich, en donde el escritor italiano narra pasajes de la novela City, con música de fondo de Air. 
Después de casi tres años la banda entra al estudio. En el año 2007 se edita el álbum Pocket Symphony, donde la banda vuelve de nuevo a una forma más ambiental en su música, generando sensaciones al buen estilo de Air de estar en sueño y de sensaciones espaciales con su música.
En 2009 publican su noveno álbum de estudio, Love 2, que fue precedido de dos sencillos, Do The Joy y Sing Sang Sung. Tres años después, en 2012, lanzan un nuevo material en estudio titulado Le voyage dans la Lune (Un viaje a la Luna), que también sirvió de banda sonora para la restauración de la película clásica Viaje a la Luna, dirigida por Georges Méliès en 1902.
La banda hizo una presentación en la ceremonia de clausura de los Juegos Olímpicos de París 2024.

## Discografía

### Álbumes
En estudio
- 1998: Moon Safari
- 2001: 10,000 Hz Legend
- 2003: City Reading
- 2004: Talkie Walkie
- 2007: Pocket Symphony
- 2009: Love 2
- 2012: Le voyage dans la Lune

EP
- 1997: Premiers Symptômes

Bandas sonoras
- 2000: The Virgin Suicides

Álbumes de remezclas
- 2002: Everybody Hertz
- 2006: Late Night Tales: Air
- 2015: The Remixes Vol 1
- 2015: The Remixes Vol 2
- 2016: Twentyears

### Sencillos
| Año  | Título                       | Mejores posiciones en listas | Mejores posiciones en listas | Mejores posiciones en listas | Mejores posiciones en listas | Mejores posiciones en listas | Mejores posiciones en listas | Mejores posiciones en listas | Mejores posiciones en listas | Mejores posiciones en listas | Mejores posiciones en listas | Álbum                  |
| Año  | Título                       | FRA                          | BEL (Fla)                    | BEL (Val)                    | FIN                          | ALE                          | HOL                          | SUI                          | UK                           | US Sales                     | US Dance Sales               | Álbum                  |
| ---- | ---------------------------- | ---------------------------- | ---------------------------- | ---------------------------- | ---------------------------- | ---------------------------- | ---------------------------- | ---------------------------- | ---------------------------- | ---------------------------- | ---------------------------- | ---------------------- |
| 1995 | "Modular Mix"                | —                            | —                            | —                            | —                            | —                            | —                            | —                            | 177                          | —                            | —                            | Premiers Symptômes     |
| 1996 | "Casanova 70"                | —                            | —                            | —                            | —                            | —                            | —                            | —                            | —                            | —                            | —                            | Premiers Symptômes     |
| 1997 | "Le soleil est près de moi"  | —                            | —                            | —                            | —                            | —                            | —                            | —                            | —                            | —                            | —                            | Premiers Symptômes     |
| 1998 | "Sexy Boy"                   | 65                           | 61                           | —                            | 20                           | —                            | —                            | —                            | 13                           | —                            | 22                           | Moon Safari            |
| 1998 | "Kelly Watch the Stars"      | —                            | 62                           | —                            | —                            | —                            | —                            | —                            | 18                           | —                            | —                            | Moon Safari            |
| 1998 | "All I Need"                 | —                            | 68                           | —                            | —                            | —                            | 23                           | —                            | 29                           | —                            | —                            | Moon Safari            |
| 2000 | "Playground Love"            | —                            | —                            | —                            | —                            | —                            | —                            | —                            | 25                           | —                            | 28                           | The Virgin Suicides    |
| 2001 | "Radio #1"                   | —                            | —                            | —                            | —                            | —                            | —                            | 98                           | 31                           | —                            | —                            | 10,000 Hz Legend       |
| 2002 | "Don't Be Light"             | —                            | —                            | —                            | —                            | —                            | —                            | —                            | —                            | —                            | —                            | 10,000 Hz Legend       |
| 2002 | "How Does It Make You Feel?" | —                            | —                            | —                            | —                            | —                            | —                            | —                            | —                            | —                            | —                            | 10,000 Hz Legend       |
| 2002 | "People in the City"         | —                            | —                            | —                            | —                            | —                            | —                            | —                            | —                            | —                            | —                            | 10,000 Hz Legend       |
| 2004 | "Cherry Blossom Girl"        | 80                           | 65                           | 57                           | 13                           | 80                           | 90                           | —                            | 174                          | 73                           | 6                            | Talkie Walkie          |
| 2004 | "Alpha Beta Gaga"            | —                            | —                            | —                            | —                            | —                            | 98                           | —                            | 44                           | —                            | —                            | Talkie Walkie          |
| 2004 | "Surfing on a Rocket"        | 100                          | —                            | —                            | —                            | —                            | —                            | —                            | —                            | 48                           | 3                            | Talkie Walkie          |
| 2007 | "Once Upon a Time"           | —                            | —                            | —                            | —                            | —                            | —                            | —                            | —                            | —                            | —                            | Pocket Symphony        |
| 2007 | "Mer du Japon"               | —                            | —                            | —                            | —                            | —                            | —                            | —                            | —                            | —                            | —                            | Pocket Symphony        |
| 2009 | "Do the Joy"                 | —                            | —                            | —                            | —                            | —                            | —                            | —                            | —                            | —                            | —                            | Love 2                 |
| 2009 | "Sing Sang Sung"             | —                            | —                            | 62                           | —                            | —                            | —                            | —                            | —                            | —                            | —                            | Love 2                 |
| 2009 | "So Light Is Her Footfall"   | —                            | —                            | —                            | —                            | —                            | —                            | —                            | —                            | 41                           | —                            | Love 2                 |
| 2012 | "Seven Stars"                | —                            | —                            | —                            | —                            | —                            | —                            | —                            | —                            | —                            | —                            | Le voyage dans la Lune |
| 2012 | "Parade"                     | —                            | 92                           | —                            | —                            | —                            | —                            | —                            | —                            | —                            | —                            | Le voyage dans la Lune |